# Pegadas do diabo
Pegadas do diabo (em inglês: Devil's Footprints) foram um fenômeno que ocorreu em fevereiro de 1855 no estuário de Exe em East Devon e South Devon, condado de Devon, sudoeste da Inglaterra. Após uma forte nevasca, marcas de rastros semelhantes a cascos apareceram na neve durante a noite, cobrindo uma distância total de cerca  de 60 a 160 km. As pegadas eram assim chamadas porque algumas pessoas acreditavam que eram os rastros de Satanás, pois elas foram feitas por um casco fendido. Muitas teorias foram feitas para explicar o incidente, e alguns aspectos de sua veracidade também foram questionados.

## Incidente
Na noite de 8 a 9 de fevereiro de 1855 e uma ou duas noites depois, após uma forte nevasca, uma série de marcas semelhantes a cascos apareceu na neve. Essas pegadas, a maioria com cerca de 10 cm de comprimento, mais de 7 cm de diâmetro, entre 20 e 40 cm de distância e a maioria em um única fileira, foram relatadas em mais de trinta locais em Devon e um par em Dorset. Estimou-se que a distância total dos rastros situava-se entre 60 a 160 km. Casas, rios, palheiros e outros obstáculos foram atravessados mantendo a direção e pegadas apareceram no topo de telhados cobertos de neve e muros altos que estavam no caminho das pegadas, além de levar e sair de vários canos de esgoto tão pequenos quanto 10 cm de diâmetro. De uma reportagem: 
  

 "Parece que na quinta-feira à noite passada, houve uma forte nevasca no bairro de Exeter e no sul de Devon. Na manhã seguinte, os habitantes das cidades acima ficaram surpresos ao descobrir as pegadas de algum animal estranho e misterioso, dotado do poder da onipresença, pois as pegadas eram vistas em todos os tipos de lugares inexplicáveis - no topo das casas e nas ruas estreitas. muros, em jardins e pátios, cercados por altos muros e baldes, bem como em campos abertos." 
 A área em que as impressões apareceram se estendeu das cidades de Exmouth, até Topsham, e através do estuário de Exe, até Dawlish e Teignmouth. Busk, em um artigo publicado no períodico Notes and Queries (em português: Observações e Perguntas) durante 1890, afirmou que as pegadas também apareciam em lugares mais distantes, ao sul de Totnes e Torquay, e que havia outros relatos de impressões tão distantes como Weymouth (Dorset) no litoral sul e até Lincolnshire à 185 km ao norte de Londres.

## Evidência
Há pouca evidência direta do fenômeno. Os únicos documentos conhecidos foram encontrados após a publicação, em 1950, de um artigo na Transactions, que são relatórios publicados pela Devonshire Association, nesta edição mais informações sobre o evento foram solicitadas. Isso resultou na descoberta de uma coleção de papéis pertencentes ao reverendo Ellacombe, vigário de Clyst St George durante a década de 1850. Esses documentos incluíam cartas dirigida a seus amigos também vigários, entre os quais o reverendo Musgrove, o vigário de Withycombe Raleigh, o rascunho de uma carta ao The Illustrated London News marcada como 'não para publicação' e vários rabiscos desenhados aparentes das pegadas.
Durante muitos anos, o pesquisador Mike Dash reuniu toda a fonte de material primário e secundário disponível em um artigo intitulado The Devil's Hoofmarks: Source Material on the Great Devon Mystery of 1855 (título em português: Pegadas do Diabo: Fonte do material sobre o grande mistério de Devon de 1855), publicado na seção Fortean Studies da revista Fortean Times em 1994.

## Teorias
Muitas explicações foram feitas para o incidente. Alguns investigadores estão céticos de que os rastros realmente se estendessem por mais de 160 quilômetros, argumentando que ninguém seria capaz de seguir todo o curso em um único dia. Outra razão para o ceticismo, como Joe Nickell indica, é que as descrições das pegadas variavam de pessoa para pessoa.
Em seu artigo da Fortean Studies, Mike Dash concluiu que não havia uma fonte para as "marcas dos cascos": algumas das faixas provavelmente eram trotes, outras feitas por "quadrúpedes comuns", como burros e pôneis, e outras por ratos de madeira (ver abaixo). Ele admitiu, porém, que estes não podem explicar todas as marcas relatadas e "o mistério permanece".

### Balão
O autor Geoffrey Household sugeriu que "um balão experimental" liberado por engano de Devonport Dockyard havia deixado os rastros misteriosos, arrastando duas correntes no final de suas cordas de amarração. Sua fonte era um homem local, o major Carter, cujo avô havia trabalhado em Devonport na época. Carter alegou que o incidente havia sido silenciado porque o balão também destruiu vários conservatórios, estufas e janelas antes de finalmente descer à terra em Honiton.
Embora isso possa explicar a forma das impressões, os céticos discordam sobre se o balão poderia ter percorrido um percurso em zigue-zague tão aleatório sem que suas cordas e manilhas fossem presas em uma árvore ou obstrução semelhante.     

### Ratos pulando
Mike Dash sugeriu que pelo menos algumas das impressões, incluindo algumas encontradas nos telhados, poderiam ter sido feitas por roedores pulando, como o do rato-do-campo. A impressão deixada para trás depois que um rato pula lembra a de um animal fendido, devido aos movimentos de seus membros quando ele pula. Dash afirmou que a teoria de que as impressões de Devon foram feitas por roedores foi originalmente proposta desde março de 1855, no The Illustrated London News.

### Canguru
Em uma carta ao Illustrated London News em 1855, o reverendo Musgrave escreveu: "No decorrer de alguns dias, circulou um relato de que dois cangurus escaparam de um zoológico particular (Sr. Fische's , acredito) em Sidmouth. "Parece, porém, que ninguém verificou se os cangurus haviam escapado, nem como poderiam ter atravessado o estuário de Exe, e o próprio Musgrave disse que inventou a história para distrair as preocupações de seus paroquianos sobre uma visita do diabo:
Encontrei uma oportunidade muito adequada de dar o nome de canguru, em alusão ao então relato atual. Certamente não depositei minha fé a essa versão do mistério ... mas o estado da opinião pública dos aldeões ... temendo sair depois do pôr do sol ... com a convicção de que esse era o trabalho do diabo ... tornou muito desejável que se desse um desvio a uma noção tão degradada e viciada ... e fiquei agradecido que um canguru ... [serviu] para dispersar idéias tão depreciativas ...— Carta do reverendo G. M. Musgrove ao The Illustrated London News, publicada em 3 de março de 1855.

### Texugos
Em julho de 1855, Richard Owen afirmou a teoria de que as pegadas eram de um texugo, argumentando que o animal era "o único quadrúpede plantígrado que temos nesta ilha" e "deixa uma pegada maior do que se supõe do seu tamanho". O número de pegadas, ele sugeriu, era indicativo da atividade de vários animais, porque "é improvável que um texugo só estivesse acordado e com fome" e acrescentou que o animal era "um ladrão discreto, mais ativo e perseverante em busca de comida".

## Incidentes semelhantes
Relatos de pegadas anômalas e desapercebidas semelhantes existem em outras partes do mundo, embora nenhum tenha uma escala tão grande quanto a do caso das Pegadas do Diabo. Este exemplo foi relatado 15 anos antes no The Times: 

Entre as montanhas altas daquele distrito elevado onde Glenorchy, Glenlyon e Glenochay são contíguos, já foram encontradas várias vezes, durante este e também o inverno anterior, na neve, as pegadas de um animal aparentemente desconhecido atualmente na Escócia. A impressão do pé em todos os aspectos é uma semelhança exata da de um potro de tamanho considerável, com essa pequena diferença, talvez, de que a sola parece um pouco mais longa ou menos redonda; mas, como ninguém teve a sorte de obter um vislumbre dessa criatura, nada mais pode ser dito sobre sua forma ou dimensões; apenas foi observado, desde a profundidade em que os pés afundaram na neve, que deve ser um animal de tamanho considerável; observou-se também que sua caminhada não é como a da maioria dos quadrúpedes, mas que é mais como o salto ou mancar de uma lebre quando não está assustada ou perseguida. Não é apenas em uma localidade que seus rastros foram encontrados, mas através de uma extensão de pelo menos doze milhas...— The Times, publicado em 14 de março de 1840, p. 1.
No Illustrated London News de 17 de março de 1855, um correspondente de Heidelberg escreveu, "sob a autoridade de um médico polonês em medicina", que no Piaskowa-góra ("Colina de areia"), uma pequena elevação na fronteira da Galiza, que apenas durante o período do Congresso da Polônia, essas marcas eram vistas na neve todos os anos e, às vezes, na areia desta colina, e "são atribuídas pelos habitantes a influências sobrenaturais". 
Na noite de 12 de março de 2009, foram encontradas marcas em Devon semelhantes às deixadas em 1855. Durante 2013, foram relatadas trilhas em Girvan, na Escócia, possivelmente como parte da farsa de um enganado.  